# VMRO-DPMNE
A Belső Macedón Forradalmi Szervezet - Demokratikus Párt a Macedón Nemzeti Egységért (macedón nyelven Внатрешна македонска револуционерна организација – Демократска партија за македонско национално единство, rövidítve: VMRO-DPMNE) Macedónia két fő politikai pártjának egyike. (A másik a Macedón Szociáldemokrata Unió.) A párt elnöke 2017 decemberétől Hrisztijan Mickoszki.
Önmagát Kereszténydemokrata pártként definiálja magát, és gyakran nevezik nacionalistának. A macedón etnikumú szavazókra épít, de többször lépett koalícióra etnikai kisebbségeket képviselő pártokkal.
Kezdetben Ljubčo Georgievski vezetése alatt, a párt Macedónia Jugoszláviától való elszakadását támogatta, amire 1991-ben került sor. Nikola Gruevszki vezetése alatt, 2006 és 2017 között a párt az antikizáció néven vitákat kiváltó identitáspolitikát támogatta. (Ezt néha ómakedónizmusnak is nevezik.) A VMRO-DPMNE kezdetben Európa-párti volt és kiállt Macedónia NATO-csatlakozása mellett, az utóbbi években azonban orosz- és szerbbarát és nyugatellenes platformra állt. 
Ellenezte a Bulgáriával 2017-ben aláírt barátsági szerződést és a 2018-ban Görögországgal kötött prespai egyezményt, bár mindkét másik aláíró EU és NATO tag.
A pártot kritikusai nepotizmussal, autoriterséggel vádolják. Gruevszki és korábbi miniszterei és magas rangú kinevezettei ellen eljárások folynak. 2018-ban a vizsgálatok közepette egy bíróság befagyasztotta a párt tulajdonát.